# Rhynchospora hildebrandtii
Rhynchospora hildebrandtii är en halvgräsart som beskrevs av Johann Otto Boeckeler. Rhynchospora hildebrandtii ingår i släktet småag, och familjen halvgräs. Inga underarter finns listade i Catalogue of Life.